# Papercuts (gruppo musicale)
Jason Robert Quever (San Francisco, ...) è un cantautore statunitense, noto per il progetto musicale Papercuts.

## Discografia
- 2000 - Rejoicing Songs (Cassingle USA)
- 2004 - Mockingbird (Antenna Farm)
- 2007 - Can't Go Back (Gnomonsong)
- 2009 - You Can Have What You Want (Gnomonsong)
- 2011 - Fading Parade (Sub Pop)
- 2018 - Parallel Universe Blues
- 2022 - Past Life Regression (Slumberland Records)